# José Anastasio Torrens
José Anastasio Torrens (* 1790; † 1857) war ein mexikanischer Botschafter.

## Leben
Als Botschafter in Washington wurde ihm das Interesse der US-Regierung Texas zu kaufen mitgeteilt.
José Anastasio Torrens war Botschafter bei Simón Bolívar.
Nach Einschätzung von José Anastasio Torrens war Simon Bolivar eine Gefahr für republikanischen Institutionen und seine Regierung,
würde eine Anerkennung durch die mexikanische Regierung nicht verdienen. In dieser Einschätzung stimmte er mit den britischen
James Henderson dem britischen Generalkonsul in Bogotá und mit dem US-Gesandten von 1929 William Henry Harrison überein. Die drei wurden verdächtigt, mit General José María Córdova gegen Bolivar zu konspirieren.  Die kolumbianische Regierung forderte von den jeweiligen Regierung ihre sofortige Abberufung.
| Vorgänger                   | Amt                                                                        | Nachfolger             |
| --------------------------- | -------------------------------------------------------------------------- | ---------------------- |
| José Manuel Zozaya Bermúdez | mexikanischer Botschafter in Washington 3. Mai 1823 bis 31. August 1824    | Pablo Obregón          |
| Francisco Molinos del Campo | mexikanischer Botschafter in Bogota 6. September 1824 bis 9. November 1829 | Manuel Diez de Bonilla |